# Helicoplacoidea
Helicoplacoidea é uma classe extinta de equinodermes com posição taxonómica incerta, que viveram durante o Câmbrico inferior.

## Características
Os membros da classe Helicoplacoidea eram fusiformes e tinham três ambulacros de forma espiral que formavam parte da teca. As regiões interambulacrais estavam recobertas por placas imbricadas dispostas espiralmente que funcionavam como uma armadura e permitiam ao animal expandir-se e contrair-se.
A boca estava situada em posição lateral. Supóe-se que eram sésseis e que viviam enterrados, estendendo o corpo para alimentar-se de partículas em suspensão.

## Taxonomia
Conhecem-se do registo fóssil três géneros da classse Helicoplacoidea:
- Helicoplacus
- Polyplacus
- Westgardella